# Церква Успіння Богородиці (Сваричівка)
Церква Успіння Пресвятої Богородиці (Сваричівка) — дерев'яна церква в с. Сваричівка Чернігівської області, Україна, пам'ятка архітектури національного значення, датована 1709 роком.

## Історія
Церква розташована в центі села серед приватних будинків, була побудована в 1709 році. Первісно була тридільною. Ії перебудували в хрещату форму додавши бокові приділи в 1820 році, а в 1870-х роках до бабинця добудували галерею та дзвіницю (четверик на четерику), верхній ярус якої був розібраний в 1932 році. Первісний іконостас також не зберігся оскільки після перебудови його замінили на новий чотириярусний, залишивши лише фрагменти живопису в медальйонах.
Відповідно до постанови Кабінету Міністрів України від 10 жовтня 2012 р. № 929 церква внесена до Державного реєстру нерухомих пам'яток України за № 250046-Н.

## Архітектура
Церква хрещата в плані, однобанна, із високим восьмикутним центральним об'ємом, низьким бабинцем, бічними приділами з чотириколонними портиками над якими трикутні фронтони, віднесена до чернігівської школи народної архітектури українського бароко. Північний фасад церкви оформлений різьбленим порталом. Між бабинцем і навою прохід оформлений фігурним вирізом. Біля вівтаря розташовані приміщення жертовника та дияконника. Центральний зруб перекритий однозаломним верхом, а бокові приміщення — стелею, розташованою на балках.
В інтер'єрі церква оздоблена різьбленими ригелями, має чотириярусний іконостас в стилі пізнього класицизму, датований XIX ст., а також фрагменти іконостасу XVIII сn. розібраної церкви с. Вишнівки.